# Chandra Wickramsinghe
Chandra Wickramsinghe   (Colombo, 20 de gener de 1939) és un matemàtic, astrònom i astrobiòleg britànic de l'ètnia cingalesa nascut a Sri Lanka. Els seus interessos de recerca inclouen el mitjà interestel·lar, l'astronomia infraroja, la teoria de la difusió de la llum, les aplicacions de la física d'estats sòlids a l'astronomia, el sistema solar primerenc, els cometes, l'astroquímica, l'origen de la vida i l'astrobiologia. Estudiant i col·laborador de Fred Hoyle, la parella va treballar conjuntament durant més de 40 anys com a defensors influents de la panspermia. El 1974 van proposar la hipòtesi que una mica de pols a l'espai interestel·lar era majoritàriament orgànic, després es va demostrar que era correcta.
Hoyle i Wickramasinghe han avançat l'argument que diversos brots de malalties a la Terra són d'origen extraterrestre, incloent-hi la pandèmia de grip de 1918 i alguns brots de malaltia de poliomielitis i vaca boja. Per a la pandèmia de grip de 1918, van plantejar la hipòtesi que la pols cometària va portar el virus a la Terra simultàniament en diversos llocs, una visió gairebé universalment desestimada pels experts sobre aquesta pandèmia. La comunitat científica ha rebutjat les reclamacions que relacionen la malaltia terrestre i els patògens extraterrestres.
Wickramasinghe ha escrit més de 30 llibres sobre astrofísica i temes relacionats; ha realitzat aparicions a la ràdio, la televisió i el cinema i escriu articles. Ha aparegut a BBC Horizon, UK Channel 5 i History Channel. Va aparèixer al programa Discovery Channel de 2013 "Red Rain". Té una associació amb Daisaku Ikeda, president de la secta budista Soka Gakkai International, que va portar a la publicació d'un diàleg amb ell, primer en japonès i després en anglès, sobre el tema de l'espai i la vida eterna.